# Pomme Bondon

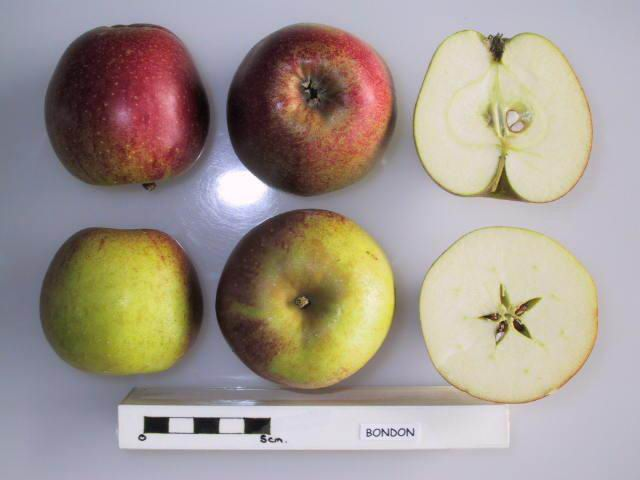
Coupe transversale de pomme Bondon

La Bondon est une variété de pommes, fréquemment cultivée en Touraine et dans le département de l'Indre.

## Origine
L'origine de cette variété locale est inconnue ; elle est appréciée en Touraine dans la région de Loches et dans le Berry, dans le nord de l'Indre.
Son nom serait lié à sa forme rappelant une bonde de tonneau.

## Présentation générale
Son époque de consommation varie de la deuxième semaine de décembre à la fin mars.